# Callicostella cruegeri
Callicostella cruegeri är en bladmossart som beskrevs av Brotherus 1907. Callicostella cruegeri ingår i släktet Callicostella och familjen Hookeriaceae. Inga underarter finns listade i Catalogue of Life.